# Fuciner See
Der Fuciner See (auch Fucinosee, Celanosee, italienisch Lago Fucinato bzw. Lago di Celano, lateinisch Fucinus Lacustre) war bis zu seiner vollständigen Trockenlegung im Jahre 1875 das größte Binnengewässer Mittelitaliens und nach dem Gardasee und dem Lago Maggiore der drittgrößte See Italiens. Sein Wasserstand war aufgrund seines komplexen Ökosystems starken Schwankungen ausgesetzt, die später durch anthropogene Faktoren noch verstärkt wurden. Bereits die Römer versuchten, den Wasserstand zu regulieren. Seine aus wirtschaftlichen Interessen erfolgte Trockenlegung im 19. Jahrhundert blieb wiederum nicht ohne Auswirkungen auf die Umwelt, war aber zugleich Keimzelle für politische Debatten und soziale Reformen im ansonsten als rückständig geltenden Mezzogiorno.
Das trockengelegte Seebett bildet das landwirtschaftlich intensiv genutzte Fuciner Becken (ital. Piana del Fucino) in der Provinz L’Aquila, Region Abruzzen.

## Geographie

### Lage  und Ausdehnung

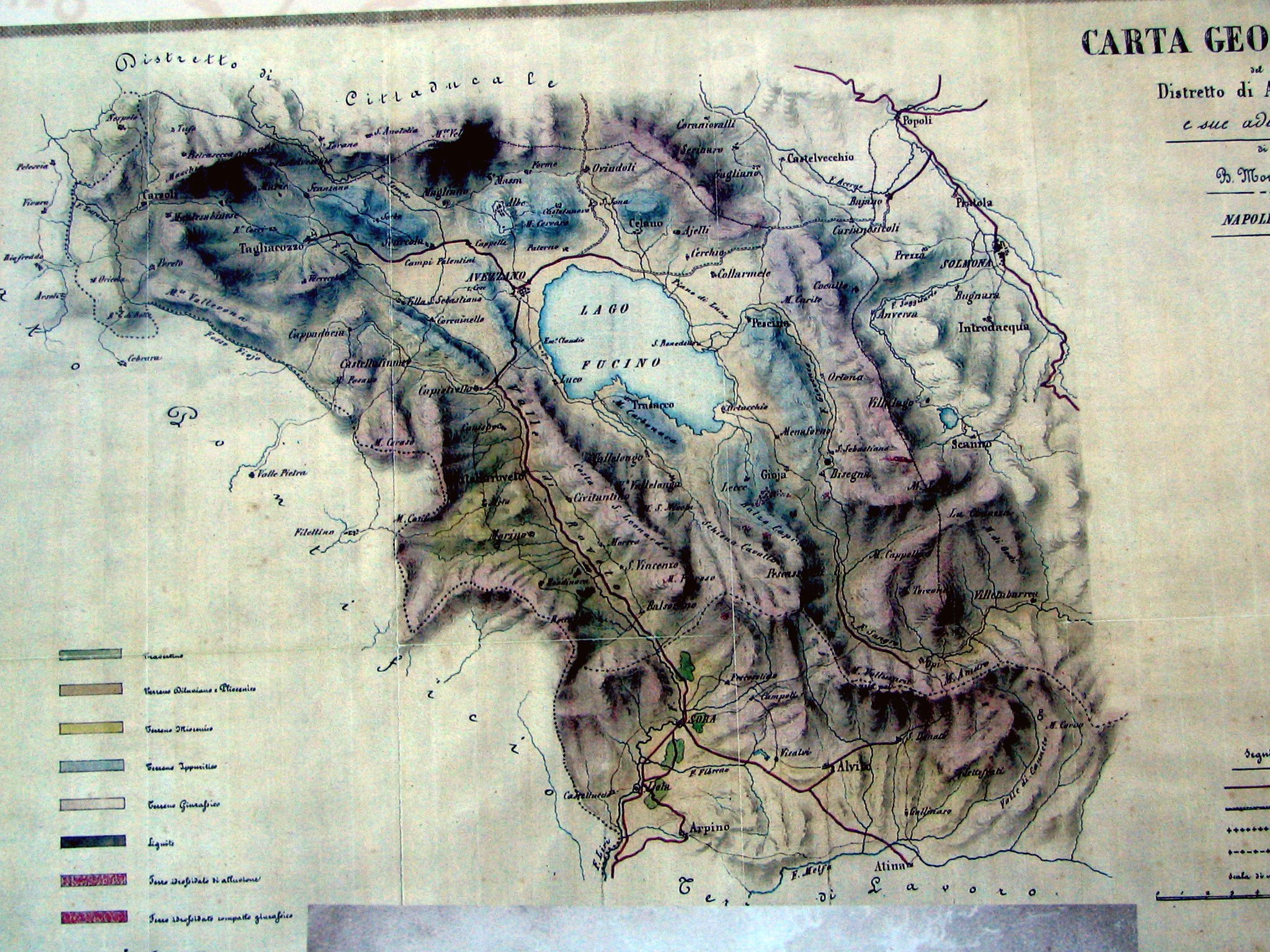
Karte des Fuciner Sees vor der Trockenlegung

Das Becken liegt in der Mitte der Region Marsica auf etwa 700 m s.l.m. Seine ovale Form wird von den Bergen des Abruzzischen Apennins eingegrenzt, die das Becken vom Tal des Liri und des Aterno abgrenzen. Im Nordwesten grenzt es bei Avezzano an der sogenannten Schlucht von Cappelle an die Palentinischen Felder, einem weiteren innermontanen Becken des Zentralen Apennins. Bei der vermeintlichen Schlucht handelt es sich in Wirklichkeit um eine unscheinbare 720 m hohe Geländestufe, die die beiden Becken voneinander trennt.
Während der letzten Kaltzeit waren die Palentinischen Felder wie das Fuciner Becken von Wasser bedeckt.
Letzteres wurde von 150 km² großen Fuciner See ausgefüllt, der aufgrund seines stark schwankenden Wasserstandes bis auf eine Fläche von 170 km² anwachsen konnte. Der See besaß eine maximale Tiefe von 22 m und hatte eine Länge von 19 und eine Breite von 10 km. Sein Einzugsgebiet umfasste 889 km² und war von einigen der bedeutendsten Gebirgszügen des Abruzzischen Apennins eingegrenzt, wie den Monti Ernici, Simbruini, den Massiven des Sirente und des Velino. Der Monte Velino an der Nordseite des Sees war mit 2487 m die höchste Erhebung in seiner nächsten Umgebung.

### Zu- und Abflüsse
Der bedeutendste Zufluss war der Giovenco. Der 27 km lange Fluss mündete bei Pescina dei Marsi in den See, nachdem er zuvor das Valle di Bisegna durchflossen hatte. Daneben wurde er von vier größeren Sturzbächen gespeist, den Torrenti Carnello, La Foce, S. Potito und S. Iona sowie von zahlreichen kleineren Bächen und unterseeischen Karstquellen. Insbesondere der Zufluss über die Karstquellen war über die letzten 30.000 Jahre starken Schwankungen ausgesetzt und hing vom Grad der Bewaldung der Umgebung und der Vergletscherung der umliegenden Berge ab. Der Fuciner See besaß nach Ende der letzten Kaltzeit keinen Abfluss mehr. Solange er mit den Palentinischen Felder eine einzige Seenlandschaft bildete, floss sein Wasser in den Salto ab.
An der West- und Südseite befanden sich allerdings einige Ponore auf dem aus Karbonatgesteinen bestehenden Seeuntergrund über die das Wasser abfloss. Der wichtigste Ponor lag an der Westseite des Sees nördlich von Luco dei Marsi und hieß Petogna, auch Pedogna.

### Geologie
Geologisch gesehen handelt es sich beim Fuciner Becken um einen Polje, eine typische Karsterscheinung. Das Becken besteht aus einer terrassenförmig angehäuften Schwemmebene aus fluvialen Sedimenten. Umgeben ist sie von Bergketten, die überwiegend aus Kalksteinen bestehen, die dem Übergang vom Mesozoikum zum Känozoikum zuzuordnen sind. In einem kleineren Umfang sind auch terrestrische Sedimente aus dem Miozän anzutreffen. Am nördlichen und nordöstlichen Rand des Beckens finden sich zudem Sedimente des Fuciner Sees, die dem oberen Pliozän bis zum oberen Villafranchium entstammen.

#### Hydrogeologie
Im Pliozän erstreckte sich der See im Nordwesten über das eigentliche Fuciner Becken hinaus und füllte die  Palentinischen Felder und die angrenzende Ebene bis unter die Hochebene von Magliano de’ Marsi aus. Neben dem Salto besaß er damals vermutlich auch einen natürlichen Abfluss in den Liri. Nach der letzten Kaltzeit zog sich das Wasser weit zurück und füllte wahrscheinlich selbst das Fuciner Becken nur noch teilweise aus. Der Wasserstand des Sees lag dabei um einiges niedriger, als vor Beginn seiner Trockenlegung im 19. Jahrhundert. Mit dem Rückzug verlor er seinen natürlichen Abfluss und bildete nun einen geschlossenen See.
Anhand von geologischen, archäologischen und historischen Daten lässt sich sein stark schwankender Wasserstand rekonstruieren. Letzterer war ausschließlich von klimatischen Faktoren beeinflusst, während tektonische Gründe trotz der Seismizität der Gegend keine Rolle gespielt haben.
Der Wasserstand schwankte dabei zeitweise so stark, dass das Wasser wieder über die Geländestufe bei Cappelle in den Salto abfloss. Waren solche extremen Fälle eher selten, kam es dagegen häufiger vor, dass das Wasser Felder und Siedlungen in Ufernähe überflutete. Die Anzahl solcher Überschwemmungen nahm mit der Zeit zu, auch weil immer mehr Sedimente in den See gelangten, wodurch unter anderem die Ponore verstopft wurden. Den Wassermassen fielen auch mehrere Siedlungen zum Opfer, so musste der im Mittelalter überflutete Ort Penne aufgegeben werden. Das auf einer Landzunge im Südosten des Sees gelegene Ortucchio war wegen des Wasseranstieges  mehrmals vom See umschlossen und bildeten dann eine kleine Insel. Hohe Wasserstände waren auch im 18. und 19. Jahrhundert zu verzeichnen. 1816 bedeckte der See eine Fläche von 166 km²,  Weitere Höchststände erreichte er 1787 und 1853. Tiefstände erreichte er dagegen 1752 und 1835, als der Fuciner See nur eine Fläche von 135 km² bedeckte.

## Geschichte

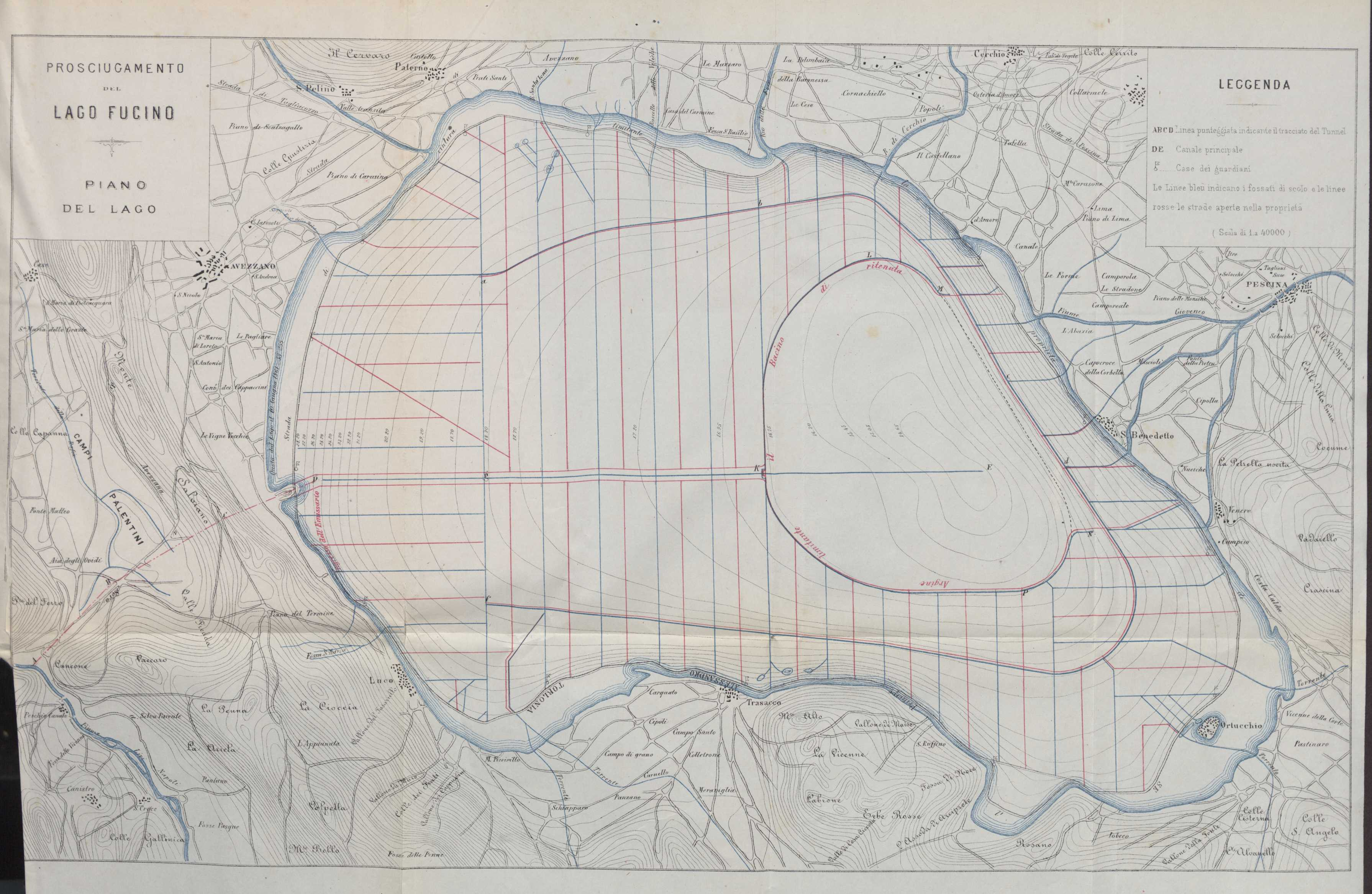
Plan der Entwässerung des Sees, 1875

Am Ufer des Sees lag in antiker Zeit Marruvium, die Hauptstadt des italischen Stammes der Marser. Die Stadt erlebte während der römischen Kaiserzeit ihre Blütezeit; sie war von fruchtbarem Schwemmboden umgeben, der eine ertragreiche Ackerwirtschaft ermöglichte, ebenso waren die im Fuciner See gefangenen Fische in Rom sehr gefragt. 52 n. Chr. ließ Claudius auf dem Fuciner See die größte Naumachie (Inszenierung einer Seeschlacht) der Geschichte ausrichten. In der Mitte des Sees hatte er einen mechanischen Tritonen aufbauen lassen, der mit einer Fanfare den Beginn der Schlacht ankündigte. Auf beiden Seiten kämpften dabei je 19.000 Sklaven auf je 50 Schiffen.
Bereits Caesar beabsichtigte, den See trockenzulegen, um die Überschwemmungsgefahr zu bannen und Ackerland zu gewinnen. Zudem waren die versumpften Ufer des Sees eine Brutstätte für Malaria übertragende Mücken.
In den Jahren 41–52 ließ Claudius dann den nach ihm benannten Claudiustunnel unter dem Monte Salviano zum Liri-Fluss graben, um den Seespiegel zu regulieren. Für eine komplette Trockenlegung war dieser Tunnel nicht geeignet – ob das von Claudius überhaupt beabsichtigt war, geht aus den antiken Quellen nicht hervor.
Der Tunnel, an dem bis zu 30.000 Arbeiter gruben, wurde im Lichtschachtverfahren vorgetrieben. Dazu wurden immer wieder Schrägschächte von der Oberfläche her abgeteuft, die durch senkrechte Schächte verbunden wurden. Diese Schächte dienten hauptsächlich der Orientierung, es konnte aber auch Abraummaterial darüber abtransportiert werden.
Nach etwa 3,4 km des 5,6 km langen Tunnels stießen die Arbeiter auf eine stark wasserführende Schicht aus Ton und Felsgeröll, die sogar den Einsatz vom Schöpfeinrichtungen erforderlich machte. In diesem Bereich kam es bereits während der Bauphase oder kurz danach zu einem 85 m langen Einsturz, der dann mit einem Bypass umgangen wurde.
Unter Hadrian wurde der Tunnel repariert und ausgebaut.
Im Mittelalter – evtl. unter Friedrich II. – kam es in der Bypassstrecke erneut zu einem Einsturz, der ausgebessert wurde. Auch diese Bemühungen waren jedoch nicht von Bestand und der Wasserspiegel des Sees stieg allmählich wieder an.
Im Jahre 1752 tauchten nach einer langen Trockenperiode die Ruinen Marruviums auf; unter anderem wurde eine Claudius-Statue geborgen. Ab 1783 stieg der Pegel des Sees stetig an und bedrohte die umliegenden Ortschaften. Erst im 19. Jahrhundert gelang es, den See trockenzulegen. Die Arbeiten begannen am 10. Juli 1854 im Auftrag des römischen Bankiers Alessandro Torlonia unter der Leitung des Schweizer Ingenieurs Franz Mayor de Montricher, der bereits die Planung vorangetrieben hatte. Als De Montricher vier Jahre später verstarb, übernahm sein Mitarbeiter Enrico Samuele Bermont (* 1823 in Assens, Kanton Waadt; † 1870 in Montpellier) die Fortführung des Projekts. 1862 begann man mit dem Bau eines 6,3 Kilometer langen und 21 Meter breiten Kanals. Beim Bau von Torlonias Tunnel wurde der antike Tunnel zerstört, aber glücklicherweise dokumentiert.
Ab 1870 fand die dritte und letzte Leerung des Sees statt. Bis 1875 war das Gebiet trockengelegt und konnte als Kulturland genutzt werden. Heute ist das Fuciner Becken (ital. Piana del Fùcino) eine der fruchtbarsten landwirtschaftlichen Regionen Italiens.